# Melchiade Coletti

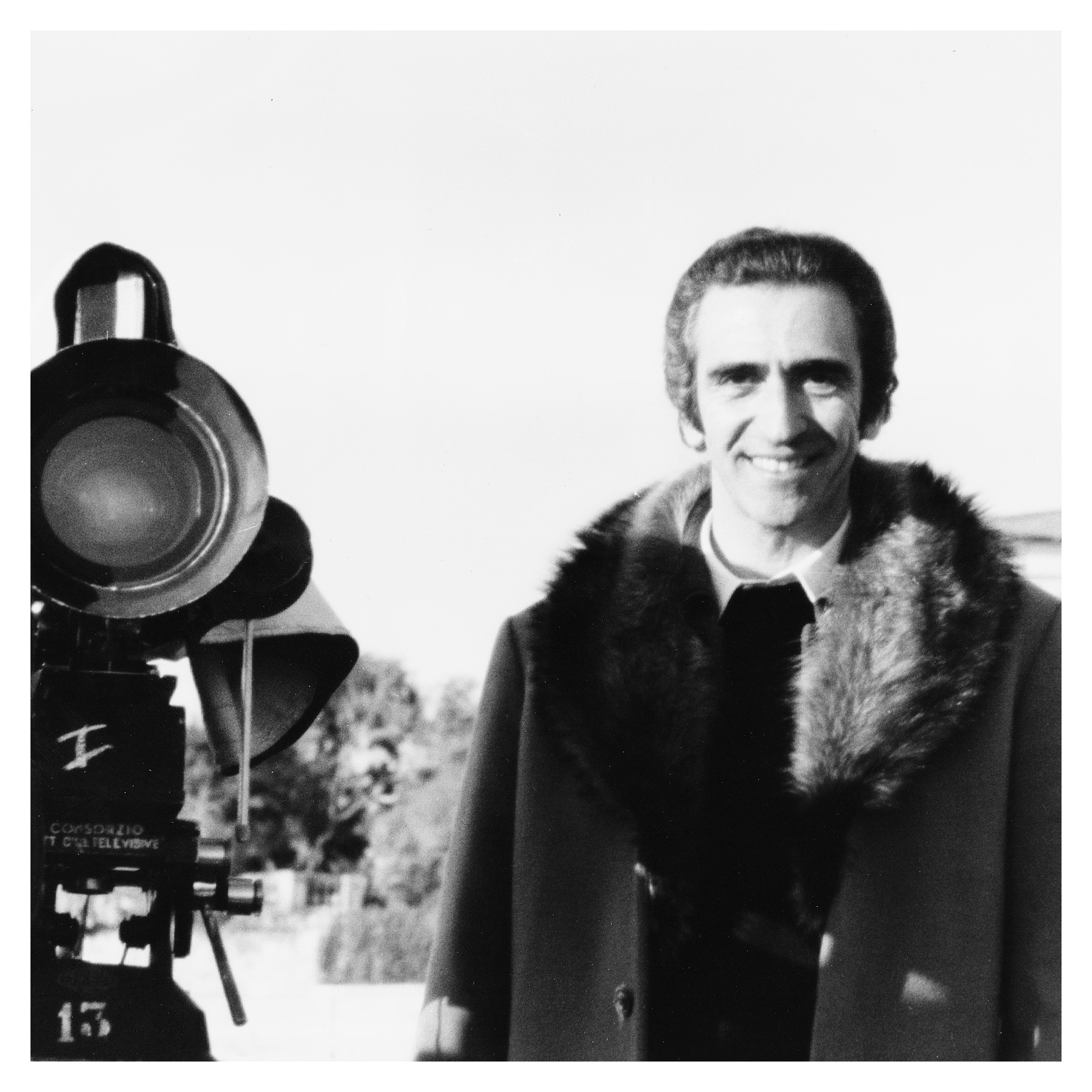
Melchiade Coletti

Melchiade Coletti (* 25. Oktober 1922 in Rom; † 19. September 1997 ebendort) war ein italienischer Journalist und Filmschaffender.

## Leben
Coletti war ausgebildeter Journalist, der sich ab 1953 als Produktionsleiter um Dokumentarfilme kümmerte sowie selbst etliche drehte (Montespertoli, una laurea, La storia dell'arma dei carabinieri oder La festa del vino). Auch im Spielfilmsegment war er tätig, als Regieassistent von Mario Bonnard, als zweimaliger Drehbuchautor Mitte der 1960er Jahre sowie als Regisseur eines Abenteuerfilmes, des 1975 entstandenen Sfida sul fondo.
Ein Künstlername Colettis' lautete Mel Collins.

## Filmografie (Auswahl)
- 1966: Django – Die Geier stehen Schlange (Dollari sul rosso) (Drehbuch)
- 1976: Das Todesriff (Sfida sul fondo) (Regie, Drehbuch)